# Loe
Loe – wieś w Estonii, prowincji Rapla, w gminie Raikküla.